# Tower 49
Tower 49 je kancelářský mrakodrap v New Yorku. Má výšku 187 metrů 49 podlaží (45 nadzemních). Byl dokončen v roce 1985 podle projektu společnosti Skidmore, Owings & Merrill. Stojí ve 49. ulici v těsném sousedství Rockefellerova Centera.